# NGC 6685
NGC 6685 ist eine elliptische Galaxie vom Hubble-Typ E-S0 im Sternbild Leier am Nordsternhimmel. Sie ist schätzungsweise 303 Millionen Lichtjahre von der Milchstraße entfernt.
Das Objekt wurde am 29. Mai 1887 von Edward D. Swift entdeckt.